# Péter Benkő
Dans le nom hongrois Benkő Péter, le nom de famille précède le prénom, mais cet article utilise l’ordre habituel en français Péter Benkő, où le prénom précède le nom.
Péter Benkő, né le 1er juin 1947 à Budapest, est un acteur hongrois. Il est le fils de l’acteur Gyula Benkő.

## Filmographie partielle
- A koppányi aga testamentuma (Éva Zsurzs), 1967
- Egri csillagok (Zoltán Várkonyi, 1968
- Fuss, hogy utolérjenek! (Márton Keleti), 1972
- Az erőd (Miklós Szinetár), 1979
- A Pogány Madonna (Gyula Mészáros), 1981
- Házasság szabadnappal (Gyula Mészáros), 1984
- Lutra (István Fekete), 1985

## Galerie

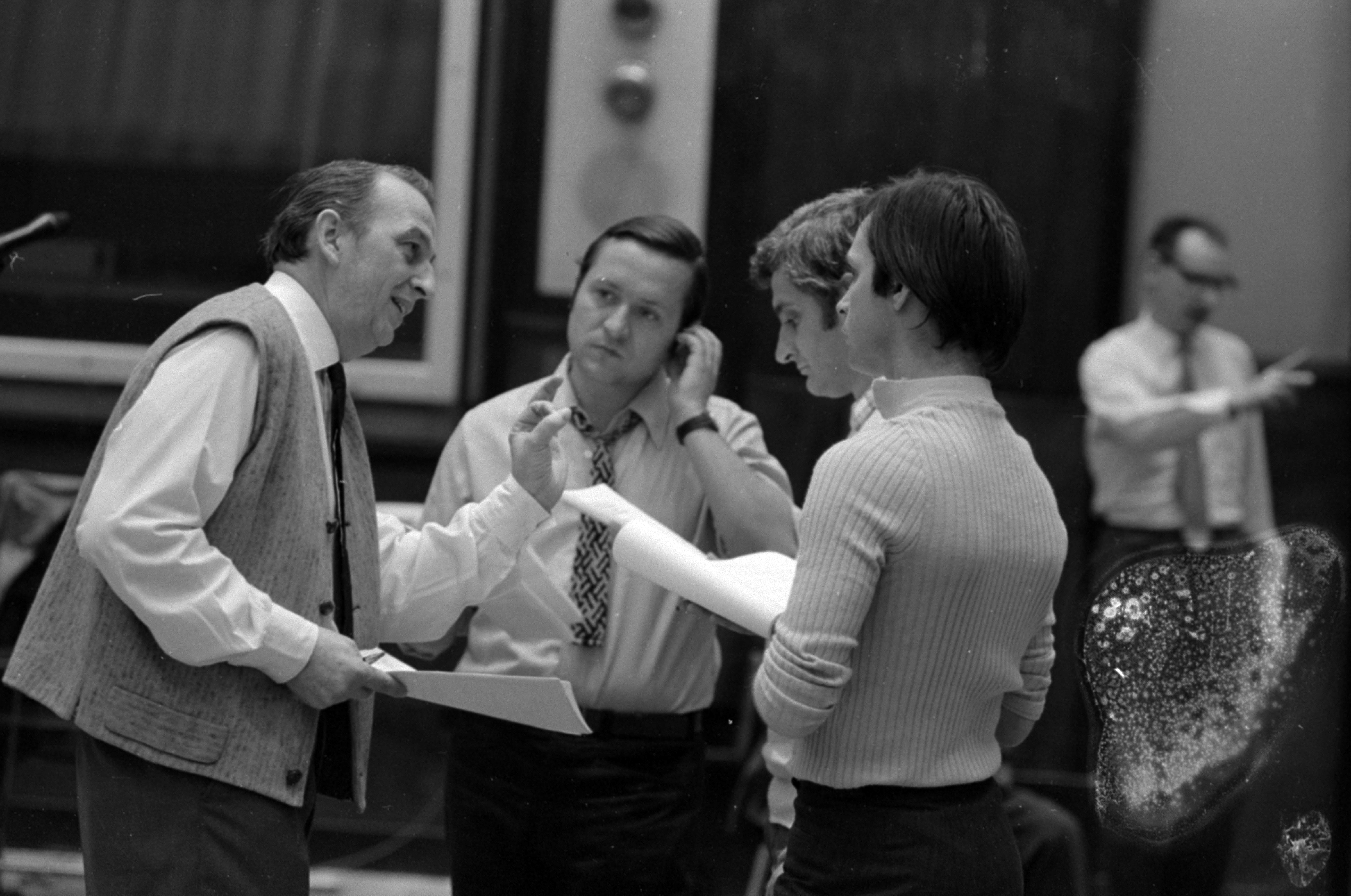
György Szilágyi, rédacteur, András Szigeti, László Sinkó et Péter Benkő dans le studio de la radio hongroise.